# April 1936
| Deze maand                                                                                                  |
| --- |
| - Locarno besproken in Londen - President Zamora afgezet - Ethiopiërs verliezen Gondar, Dessie, Addis Abeba |

De volgende gebeurtenissen speelden zich af in april 1936. Sommige gebeurtenissen kunnen één of meer dagen te laat zijn vermeld doordat ze op de datum staan aangegeven waarop ze in het nieuws kwamen in plaats van de datum waarop ze werkelijk hebben plaatsvonden.
- 1: Op de Locarnoconferentie in Londen stelt Adolf Hitler een vredesplan van 19 punten voor. Enkele punten:
  - Duitsland gaat met Frankrijk en België in onderhandeling over een non-agressiepact. Het Verenigd Koninkrijk en Italië stellen zich op als garantiemogendheden.
  - Gedurende de onderhandelingen worden de posities in het Rijngebied niet verder versterkt.
  - Duitsland keert onder voorwaarden terug in de Volkenbond.
  - Een of meer conferenties gericht op afschaffing van bepaalde wapens en krijgshandelingen.
- 1: In Oostenrijk wordt de dienstplicht ingevoerd.
- 2: De Italianen veroveren Gondar.
- 3: Bruno Hauptmann, de dader van de ontvoering van de baby van Charles Lindbergh, wordt terechtgesteld.
- 4: In het Verenigd Koninkrijk noemt men Hitlers voorstellen een basis voor besprekingen, maar in Frankrijk zijn de reacties zeer negatief.
- 4: Korem valt in Italiaanse handen.
- 5: In Noorwegen worden alle openbare beroepen opengesteld voor vrouwen.
- 5: In België wordt een nieuwe zetelverdeling aangenomen, gebaseerd op de volkstelling van 1930. Hierbij zijn van de 202 afgevaardigden 96 van Vlaanderen, 76 van Wallonië en 30, waaronder 6 Vlamingen, van Brussel. De Vlamingen zullen dus in het vervolg met 102 tegen 100 zetels in de meerderheid zijn in het Belgische parlement.
- 5: In Zweden wordt een voorstel ingediend ter versterking van de defensie. Vooral de luchtmacht en de luchtverdediging worden uitgebreid.
- 5: De Zwitserse bondsraad besluit tot aanschaf van 40 nieuwe militaire vliegtuigen.
- 6: Roemenië, Joegoslavië en Tsjechoslowakije protesteren tegen de invoering van de dienstplicht in Oostenrijk.
- 6: Het telexnet dat een directe verbinding vormt tussen het ANP en de diverse Nederlandse dagbladen, wordt geopend.
- 7: In Spanje besluit het parlement tot afzetting van president Niceto Alcala Zamora.
- 8: Vanwege de mislukte militaire staatsgreep van 26 februari worden in het Japanse leger vele officieren in de reserve geplaatst, waaronder de leiders van de regimenten waartoe de opstandelingen behoorden.
- 8: Frankrijk ontvouwt zijn voorstellen op de Locarnoconferentie in Londen. Enkele punten:
  - Oprichting van een of meer organisaties, als organen van de Volkenbond, voor de onderlinge waarborging van de veiligheid in Europa
  - Vastlegging van de grenzen voor een periode van 25 jaar
  - Staten stellen troepen ter beschikking aan deze organisaties
  - Controle op naleving van verdragen
  - Grotere economische samenwerking
- 8: Anthony Eden verzoekt om onderzoek naar mogelijk gebruik van gifgassen door Italië in de oorlog tegen Ethiopië.
- 9: Er wordt een juristencommissie benoemd om overtredingen van het oorlogsrecht in het Italiaans-Ethiopische conflict te onderzoeken.
- 10: In de diamantindustrie in België wordt de 44-urige werkweek ingevoerd. In maart 1937 zal dit verder worden teruggebracht tot een 40-urige werkweek.
- 10: België, Frankrijk, het Verenigd Koninkrijk en Italië geven een gemeenschappelijk communiqué uit betreffende de Locarno-onderhandelingen in Londen:
  - Het Duitse antwoord van 31 maart levert onvoldoende vertrouwen voor het openen van onderhandelingen voor een nieuw verdrag.
  - Anthony Eden zal bij Duitsland inlichtingen inwinnen in de hoop alsnog tot een verzoening te komen.
- 11: China protesteert, kennelijk onder druk van Japan, tegen het pact tussen de Sovjet-Unie en Mongolië.
- 11: Tsjechoslowakije protesteert bij Duitsland tegen het lidmaatschap van de gevluchte Tsjechische nationaalsocialisten Jungkrebs en Schubert van de Rijksdag.
- 11: Na het aflopen van de zittingsperiode van president Alberts Kviesis als president van Letland, combineert minister-president Ulmanis de beide ambten in zijn persoon.
- 11: In Moskou wordt het tiende congres van de Komsomol, de communistische jeugdorganisatie, geopend.
- 12: De Mexicaanse oud-president Plutarco Elías Calles wordt gearresteerd en verbannen naar de Verenigde Staten.
- 12: Turkije wenst de Dardanellen militair te versterken, en wenst daarom de gedwongen overeenkomst in het Verdrag van Lausanne waarin dit wordt verboden, te herzien of af te schaffen.
- 12: De Italianen veroveren Gorgora, een schiereiland aan het Tanameer.
- 13: De Griekse premier Konstantinos Demertzis overlijdt aan een beroerte. Generaal Ioannis Metaxas neemt het premierschap en het ministerschap van buitenlandse zaken van hem over.
- 13: Italiaanse vliegtuigen strooien propagandamateriaal uit boven Addis Abeba.
- 14: Een aantal hooggeplaatste Mongolen in Mantsjoekwo wordt gearresteerd op verdenking van spionage voor Mongolië en de Sovjet-Unie.
- 14: Internationale reacties op de Turkse wens de Dardanellen te mogen versterken zijn positief: In de huidige internationale spanningen is het een logische stap, en het land wordt geprezen voor zijn wens de situatie via open onderhandelingen op te lossen.
- 15: De Nederlandse regering dient een wetsvoorstel in, inhoudende dat de binnenkort aflopende termijn waarin Nederland de bindende rechtspraak van het Permanente Hof van Internationale Justitie accepteert opnieuw met 1 jaar te verlengen.
- 15: De Italianen melden de verovering van Dessie.
- 16: In Madrid vinden bloedige onlusten plaats. In reactie hierop worden 120 personen, meest aanhangers van de fascistische Falange Española, gearresteerd.
- 17: In Das Schwarze Korps, het weekblad van de SS valt Alfred Rosenberg de Rooms-Katholieke Kerk fel aan.
- 18: Ook in andere Spaanse steden, vooral Cartagena en Bilbao, worden fascisten gearresteerd.
- 19: Ethiopië verwerpt de Italiaanse voorwaarden voor onderhandelingen, mede omdat deze geen onmiddellijke wapenstilstand inhouden. De Commissie van Dertien (de Volkenbondscommissie die het conflict onderzoekt) stelt dat hiermee haar verzoeningspoging mislukt is.
- 19: Begin van een Palestijnse opstand onder leiding van de moefti van Jeruzalem Amin al-Hoesseini. Het Arabisch Hoge Comité onder zijn leiding roept op tot een algemene staking en tot het niet-betalen van belastingen. De eisen zijn onafhankelijkheid en stop van de Joodse immigratie.
- 20: Het mislukken van de verzoeningspogingen tussen Italië en Ethiopië wordt in de Volkenbondsraad besproken. Met alleen de stem van Italië tegen wordt een resolutie aangenomen, waarmee de sancties worden verlengd, beide partijen opnieuw worden opgeroepen tot verzoening en ingegaan wordt tegen het gebruik van gifgassen.
- 20: De KLM maakt zijn eerste vlucht op de lijn Amsterdam-Praag-Wenen-Boedapest.
- 21: Onder de Arabieren in Palestina wordt een algemene staking afgekondigd.
- 22: De Baskische provincies dienen in de Spaanse cortes een voorstel in voor autonomie van het gebied.
- 23: Na ernstige onlusten in diverse Poolse steden wordt de Gazeta Polska in beslag genomen. Oud-premier Kazimierz Świtalski wordt ontslagen als woiwod van Krakau.
- 24: Linsheng, gouverneur van de provincie Noord-Xing'an wordt in Mantsjoekwo gefusilleerd wegens geheime betrekkingen met Mongolië en spionage voor de Sovjet-Unie, samen met drie Mongoolse topambtenaren. Twee andere ambtenaren krijgen vijftien jaar gevangenisstraf.
- 24: De Poolse premier Marian Zyndram-Kościałkowski bezoekt Boedapest.
- 26: In Frankrijk worden parlementsverkiezingen gehouden. Voor opvallend weinig zetels is er al in deze eerste verkiezingsronde een kandidaat die de meerderheid haalt. Verder valt een groei van de communisten op.
- 28: In Duitsland wordt een wet getekend welke amnestie geeft aan de volgende groepen:
  - personen die hun misdrijf uit nationaalsocialistische overijver pleegden
  - politieke critici
  - kleine overtredingen
- 29: Eleazar López Contreras wordt voor een periode van 7 jaar tot president van Venezuela gekozen.
- 29: In Nederlands-Indië wordt tot nader order het publiceren van troepen- en vlootbewegingen verboden.
- 30: De verdediging van Addis Abeba wordt opgegeven.

En verder:
- In Nederlands-Indië wordt een programma opgezet om in verloop van een periode van 12 jaar alle bruggen op de lijnen van de Staatsspoorwegen te vervangen.
- Italië en Albanië sluiten een nieuw verdrag:
  - Italiaanse leningen aan Albanië
  - Albanese export naar Italië wordt vergemakkelijkt
  - Italië krijgt hernieuwde concessies voor het zoeken naar aardolie op Albanees grondgebied
- Japan zendt een marinemacht naar Tsingtao om Chinese medewerking met de Japanse politiek in Mongolië en Noord-China af te dwingen.
- In Palestina vinden zware gevechten tussen Joden en Palestijnen plaats.

<< · januari · februari · maart · april · mei · juni · juli · augustus · september · oktober · november · december · >>